# Motheo
Motheo is een voormalig district in Zuid-Afrika.
Motheo ligt in de provincie Vrijstaat en telt 728.260 inwoners.

## Gemeenten in het district
- Naledi
- Mangaung
- Mantsopa